# Trimalaconothrus magnilamellatus
Trimalaconothrus magnilamellatus är en kvalsterart som beskrevs av Yamamoto 1996. Trimalaconothrus magnilamellatus ingår i släktet Trimalaconothrus och familjen Malaconothridae. Inga underarter finns listade i Catalogue of Life.